# Portobello Road

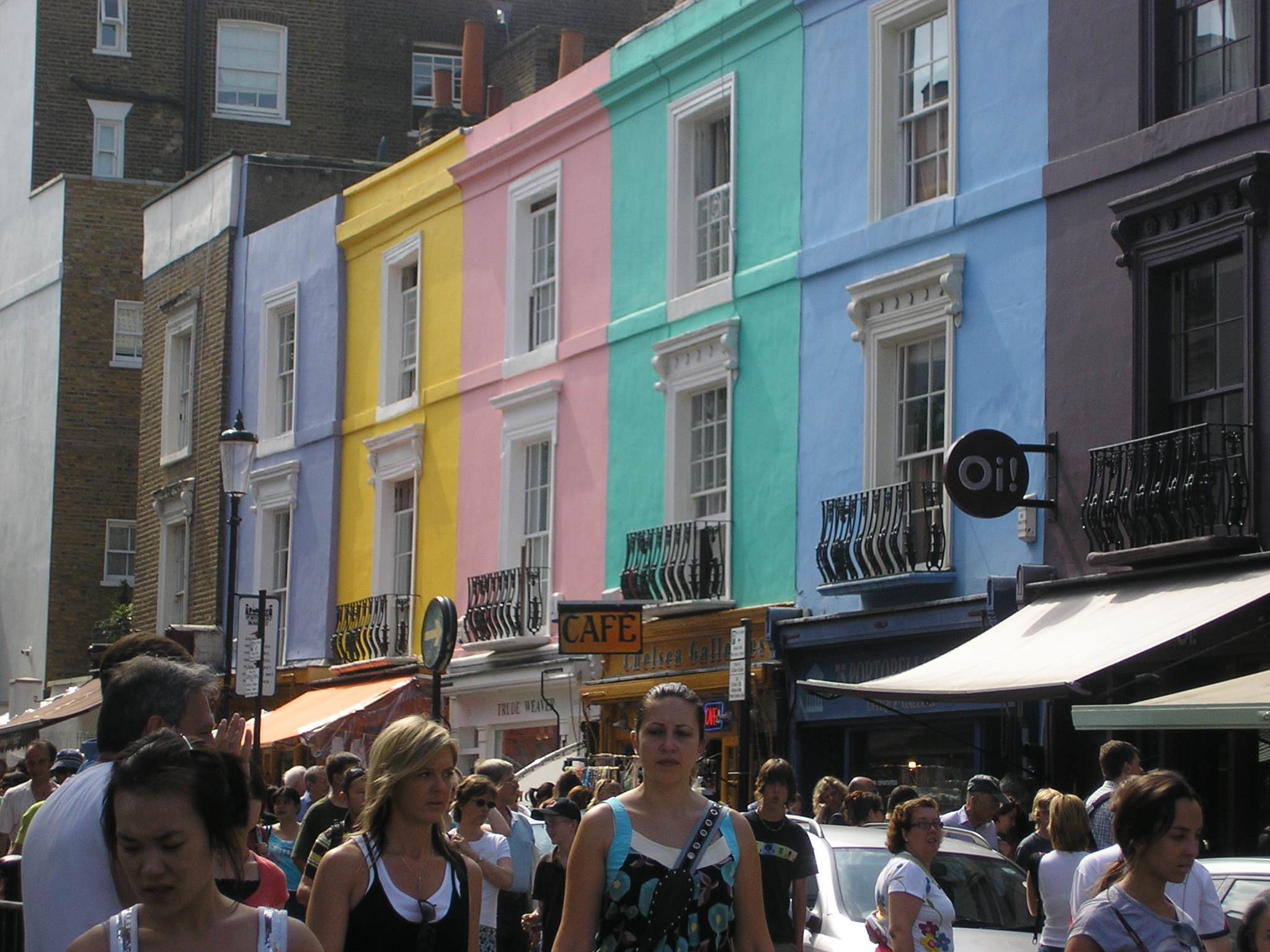
Markttag auf der Portobello Road, Aufnahme aus dem Jahr 2006

Die Portobello Road ist eine Straße im Londoner Stadtteil Notting Hill (England). Sie durchquert Notting Hill in voller Länge von Süden nach Norden. Montags bis freitags wird dort der „Portobello Road Market“ als Lebensmittelmarkt veranstaltet. Touristisch bekannt ist der Markt jedoch für die Samstagsmärkte, auf denen auch Second-Hand-Bekleidung und Antiquitäten angeboten werden. 
Seit 1996 wird jeden August an Orten in und um die Portobello Road das Portobello Film Festival veranstaltet.

## Geschichte
Bis zum Jahr 1740 war die Gegend um die heutige Portobello Road ein Feldweg von den Kensington-Kiesgruben nach Kensal Green im Norden. Der Weg war auch als Green’s Lane oder Turnpike Lane bekannt. 1740 wurde in der Nähe der heutigen Golborne Road der Gutshof Portobello (Portobello Farm) errichtet. Portobello Farm wurde nach einem britischen Sieg im War of Jenkins’ Ear benannt, als dem Admiral Edward Vernon die Einnahme der spanischen Stadt Puerto Bello (heute: Portobelo) in Panama gelang. 

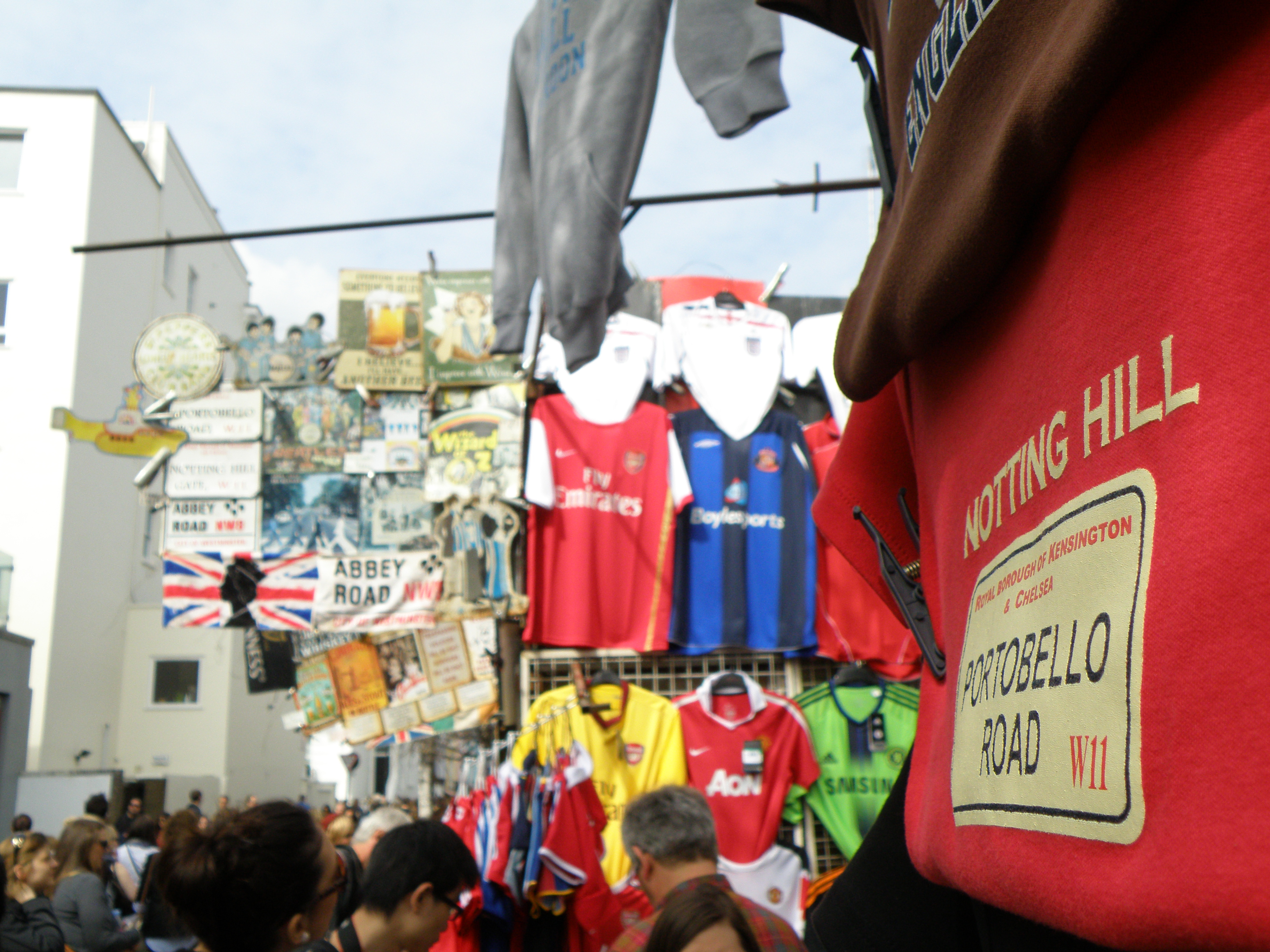
Portobello Market

Green’s Lane wurde nach und nach als Porto Bello Lane bekannt, eine Bezeichnung, die 1841 vollständig übernommen war. Die Güter der Portobello Farm erstreckten sich auf dem Gelände des heutigen St. Charles Hospital. Nachdem die Eisenbahnstrecken Hammersmith & City Line bis 1864 über das Gelände gebaut wurden, verkaufte man den Gutshof an einen Konvent. Die Nonnen errichteten in den folgenden Jahren das Kloster St. Joseph. 
Die Stadt London expandierte stark in der zweiten Hälfte des 19. Jahrhunderts. Im Viktorianischen Zeitalter entstanden deshalb nach und nach neue Wohngebiete in den ehemals landwirtschaftlich genutzten Flächen um die heutigen Bezirke Paddington und Notting Hill. Im viktorianischen Baustil entstanden Wohngebiete für überwiegend wohlhabende Einwohner und deren Bedienstete sowie Zulieferer und Händler. Mit der Erschließung durch die Eisenbahn und der Errichtung des Bahnhofes Ladbroke Grove war auch die Portobello Road weitgehend fertiggestellt und beiderseits bebaut. 
Nach der Fertigstellung der neuen Wohngebiete etablierte sich auf der Portobello Road ein Markt für frische Lebensmittel (engl. Portobello Road Market). Seit den 1960er Jahren werden dort auch Antiquitäten verkauft. Der heutige Markt erstreckt sich über eine Länge von fast einem Kilometer.

## Besonderheiten
Der britische Schriftsteller George Orwell lebte 1927 in der Portobello Road, nachdem er seine Dienstzeit bei der Indian Imperial Police in Burma beendet hatte.
Der Film Notting Hill von 1999 mit Julia Roberts und Hugh Grant spielt in der Portobello Road. Der Disneyfilm Bedknobs and Broomsticks (deutscher Titel: Die tollkühne Hexe in ihrem fliegenden Bett) aus dem Jahr 1971 enthält eine Szene mit Gesang und Tanz über den Portobello Road Market. Der Liedtext bezieht sich auf den Markt und die Menschen, die dort leben und arbeiten.
Portobello Road ist der Titel eines 1966 erschienenen Liedes von Cat Stevens, in dem insbesondere die Besucher der Straße beschrieben werden. Erwähnt wird die Portobello Road auch im Lied Blue Jeans von Blur, (1993), das mit der Zeile „Air cushioned soles, I bought them on the Portobello Road on a Saturday“ beginnt. Portobello Belle ist ein Titel der Dire Straits aus dem Jahr 1979; Mark Knopfler singt in diesem Lied ebenfalls vom alltäglichen Treiben auf der Portobello Road.
Die Portobello Road ist Schauplatz der im Jahre 2007 erschienenen Novelle The Witch of Portobello von Paulo Coelho und auch der Geschichte Mandarinen aus Jaffa von Patrizia Joos. Im 2009 veröffentlichte Ruth Rendell ihren Roman Portobello.
Die Englisch-Schulbuchserie des Diesterweg Verlags handelt in der und um die Portobello Road.